# Alexei Alexejewitsch Kornijenko
Alexei Alexejewitsch Kornijenko (russisch Алексей Алексеевич Корниенко; * 15. Januar 2003) ist ein russischer Fußballspieler.

## Karriere
Kornijenko begann seine Karriere beim FK Rostow. Im Juni 2020 debütierte er für die Profis in der Premjer-Liga, als er am 23. Spieltag der Saison 2019/20 gegen den FK Sotschi in der Halbzeitpause für Nikita Kolotijewski eingewechselt wurde. In jenem Spiel lief eine reine Jugendmannschaft der Rostower auf, nachdem die Profis aufgrund von COVID-Fällen unter Quarantäne gestellt worden waren. Rostow verlor die Partie mit 10:1.